# Dysphania sericata
Dysphania sericata là một loài bướm đêm trong họ Geometridae.